# Bealgradeț, Haskovo
Bealgradeț (în bulgară Бялградец) este un sat în comuna Ivailovgrad, regiunea Haskovo,  Bulgaria. 

## Demografie
Componența etnică a satului Bealgradeț
     Nicio identificare (100%)
     Altele (0%)
La recensământul din 2011, populația satului Bealgradeț era de 33 locuitori. . Pentru 100,0% din locuitori nu este cunoscută apartenența etnică.